# Stegolophodon
Stegolophodon és un gènere extint de proboscidis de la família dels estegodòntids que visqueren a Àfrica i Àsia entre el Miocè i el Pliocè. Se n'han trobat restes fòssils a l'Índia, el Japó, Myanmar, el Pakistan, Sud-àfrica, Tailàndia i la Xina. La majoria d'espècies d'aquest grup eren animals corpulents de fins a 3 m d'alçada i 5 m de llargada. En són l'excepció les poblacions japoneses, que presentaven nanisme insular i només atenyien un terç de la mida que assolien les seves homòlogues de l'Àsia continental.